# Adrianòpolis (Caònia)
Adrianòpolis (Adrianòpolis de Caònia) va ser una ciutat d'Il·líria, fundada per l'emperador Hadrià a la via entre Apol·lònia d'Il·líria i Nicòpolis (a mig camí entre ambdues ciutats).
Justinià I la va restaurar i la va rebatejar amb el nom de Justinòpolis o Justinianòpolis. Va ser la seu del govern d'un dels districtes de l'Epir i seu d'un bisbe. S'han trobat les restes d'un teatre en una plana sota la ciutat de Libókhovo; a uns 20 km, es troben també les restes d'una fortalesa i petita ciutat romana d'Orient anomenada Drinòpolis, que contra el que es pensa sovint, no deriva d'Adrianòpolis sinó del riu Drino, a la vora del qual se situa. Probablement, l'antiga Adrianòpolis va ser destruïda al segle iv o principis del segle v i llavors es va fundar Drinòpolis, que va ser la seu d'un bisbe en l'època romana.